# رود کاد
رود کاد (انگلیسی: Kad) یک رودخانه در سرزمین پرم کشور روسیه است.